# Ornans
Ornans ist eine französische Gemeinde mit 4.421 Einwohnern (Stand: 1. Januar 2022) im Département Doubs in der Region Bourgogne-Franche-Comté. Sie gehört zum Arrondissement Besançon und ist Hauptort des gleichnamigen Kantons Ornans.
Sie entstand mit Wirkung vom 1. Januar 2016 als namensgleiche Commune nouvelle durch die Zusammenlegung der früher selbstständigen Gemeinden Ornans und Bonnevaux-le-Prieuré, die in der neuen Gemeinde den Status einer Commune déléguée haben. Der Verwaltungssitz befindet sich im Ort Ornans.

## Gliederung
| Ortsteil                   | ehemaliger INSEE-Code | Fläche (km²) | Höhenlage (m) | Einwohnerzahl zum 1. Januar 2022 | Dichte (Einw. je km²) |
| -------------------------- | --------------------- | ------------ | ------------- | -------------------------------- | --------------------- |
| Bonnevaux-le-Prieuré       | 25076                 | 03,08        | 356–548       | .0128                            | 038,3                 |
| Ornans (Verwaltungssitz)00 | 25434                 | 32,64        | 323–635       | 4.293                            | 131,9                 |

## Lage
Die Gemeinde liegt  im Tal der Loue zwischen Besançon (25 Kilometer nordwestlich) und Pontarlier (36 Kilometer südöstlich). An der Grenze zur Nachbargemeinde Scey-Maisières mündet das Flüsschen Brême in die Loue. Ornans ist Ausgangspunkt für Kanufahrten auf dem Fluss.
Der Bahnhof Ornans an der Bahnstrecke L’Hôpital-du-Grosbois–Lods und die Strecke sind stillgelegt.

## Sehenswürdigkeiten
Außer der Kirche von 1548 sind die Ruinen des Schlosses aus dem 13. Jahrhundert mit der Schlosskapelle Saint-Georges aus dem 16. Jahrhundert erwähnenswert. Das Geburtshaus des Malers Gustave Courbet ist heute das Musée Courbet, ein weiteres Museum war früher der Fischerei gewidmet, ist aber seit etwa 2010 geschlossen. Auch die Altstadt an der Loue mit Adels- und Bürgerhäusern aus dem 15. bis 18. Jahrhundert und die Brücke Grand Pont sind sehenswert.

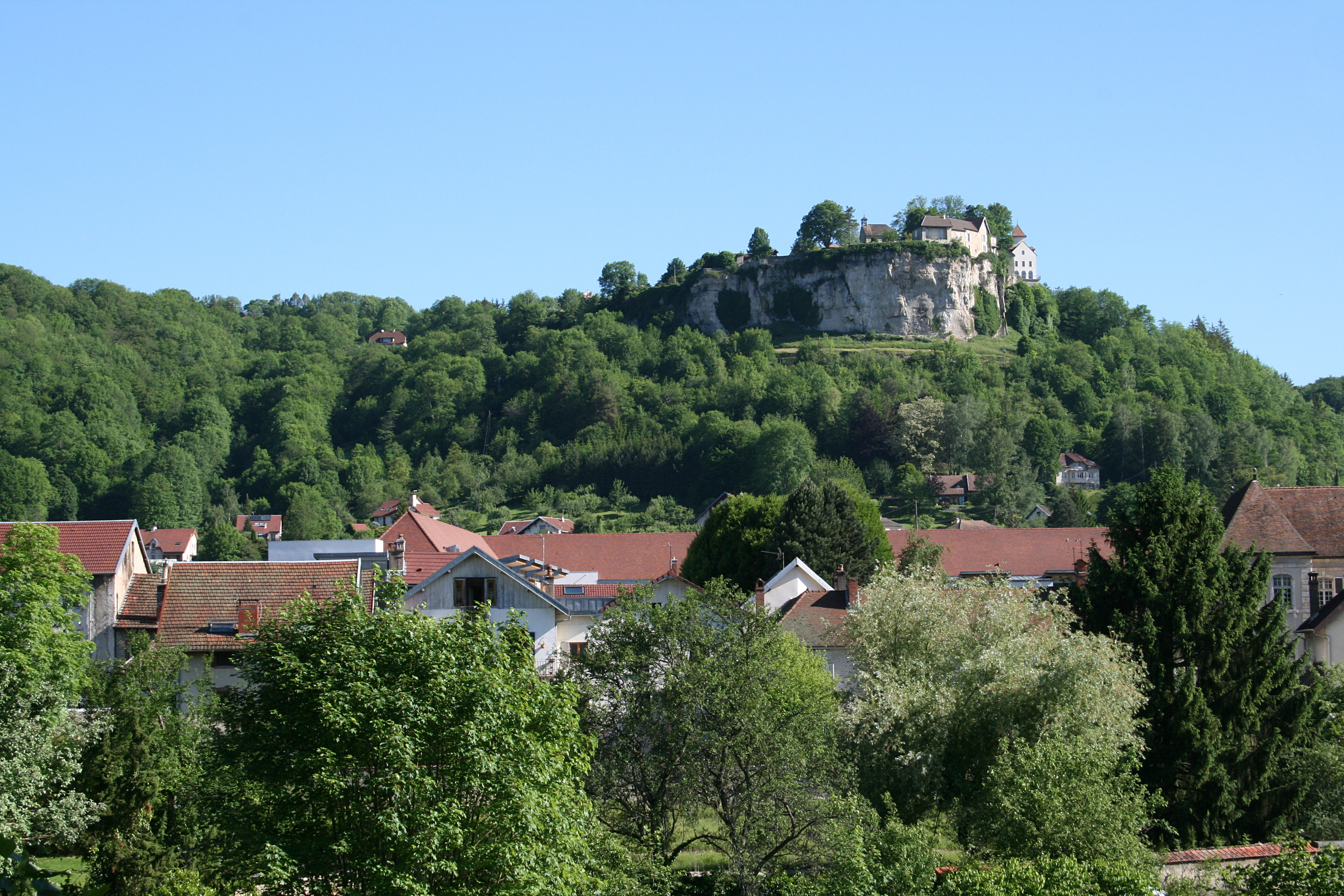
Château Ornans
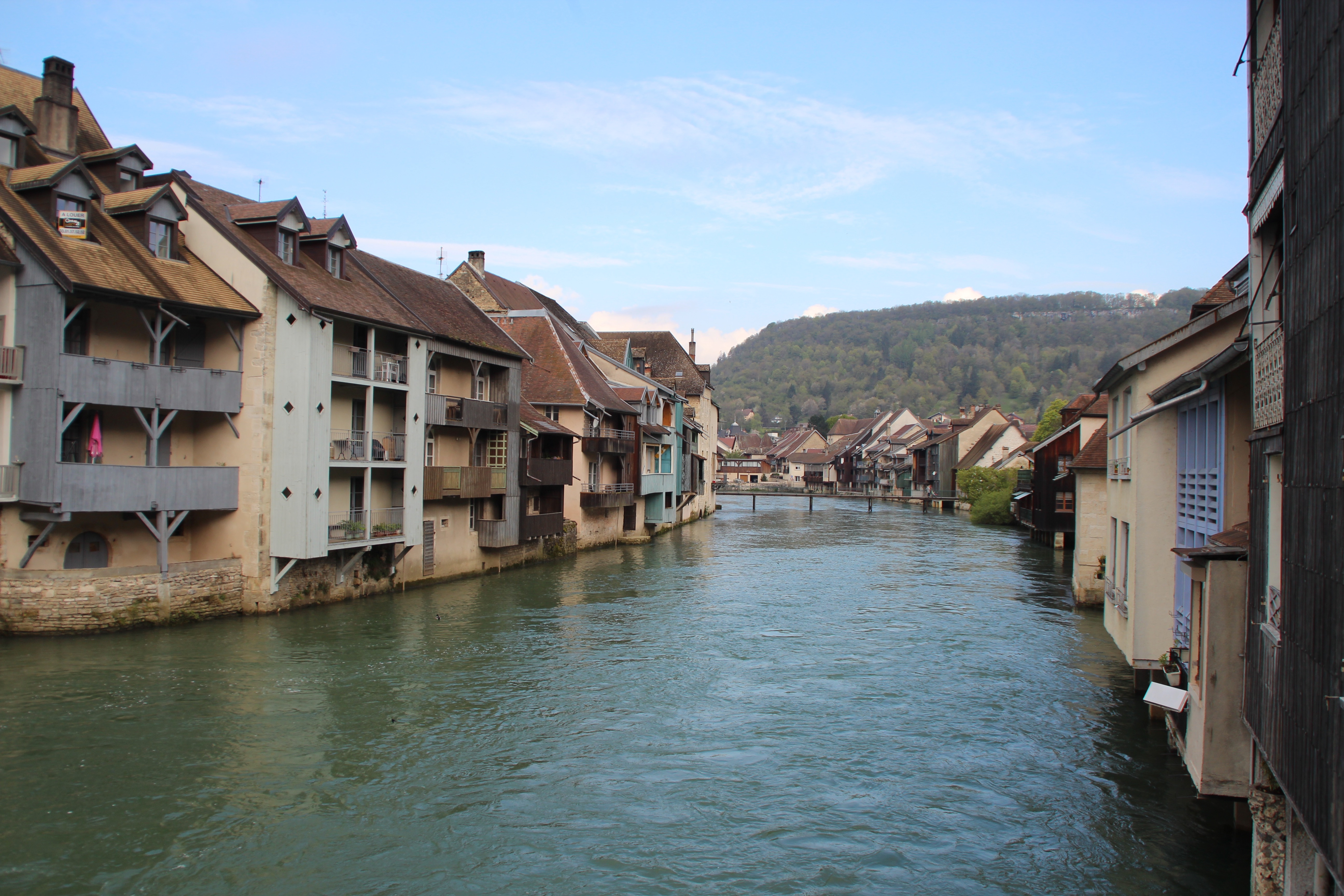
Blick nach Westen
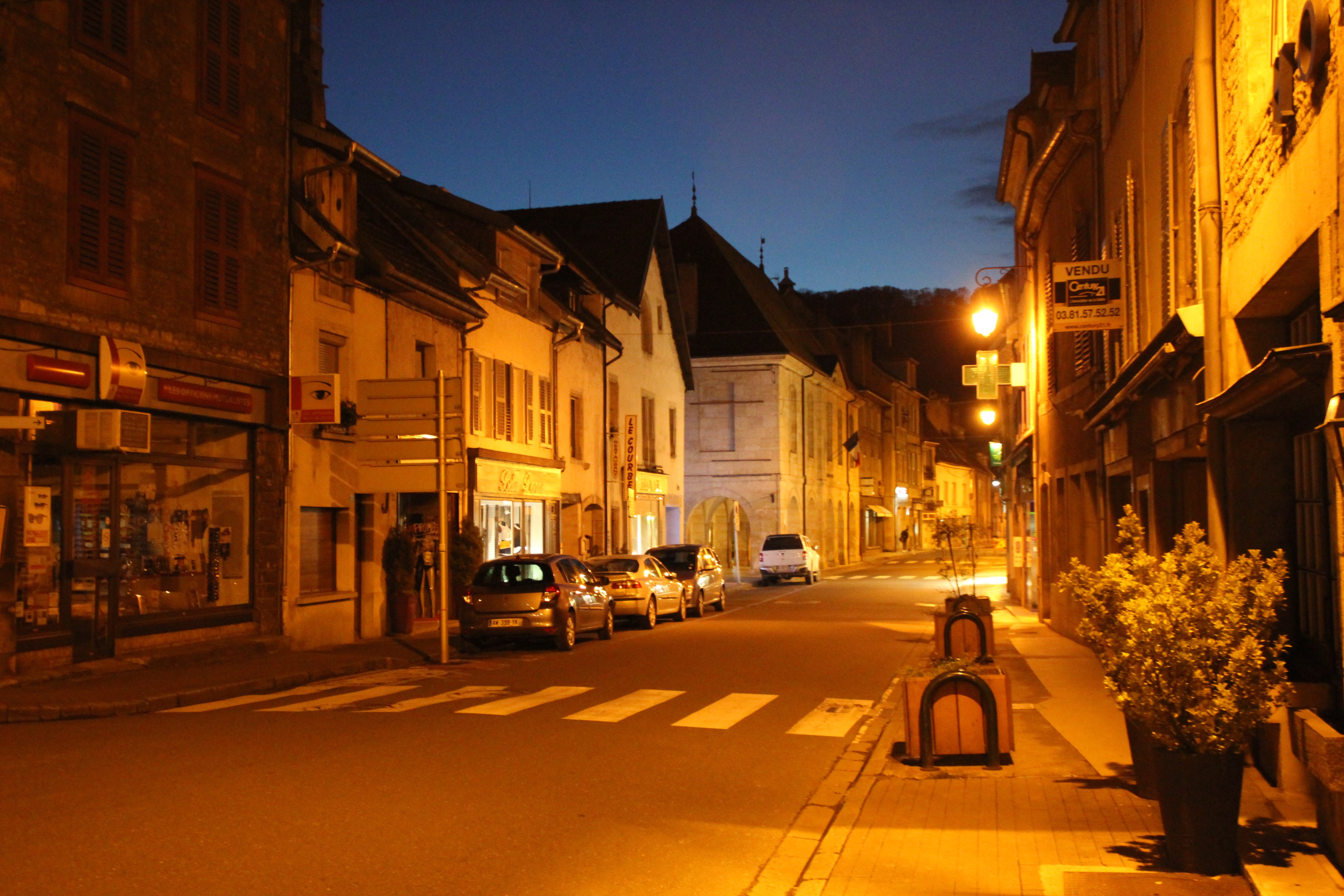
Hauptstraße am Abend
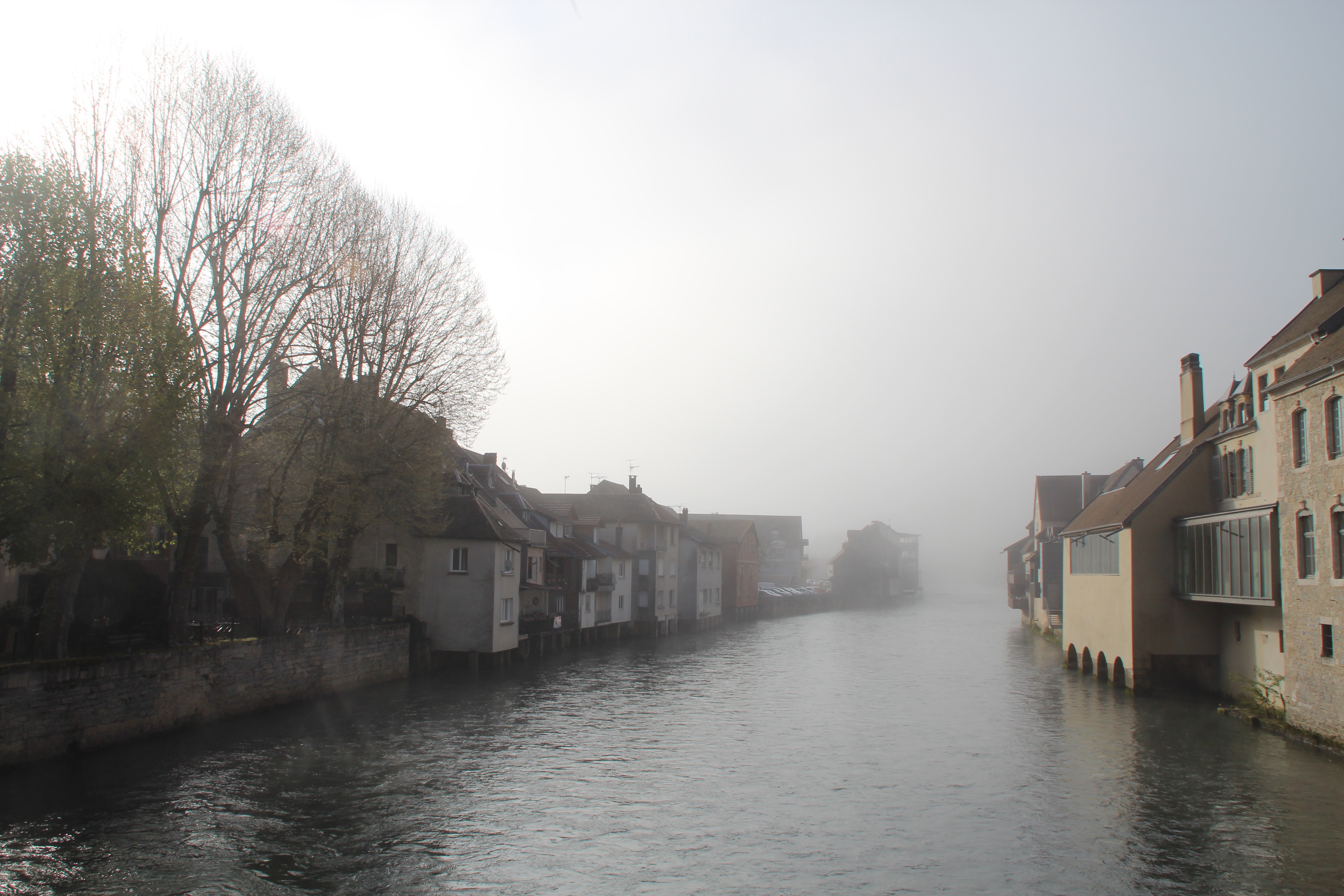
Blick nach Osten
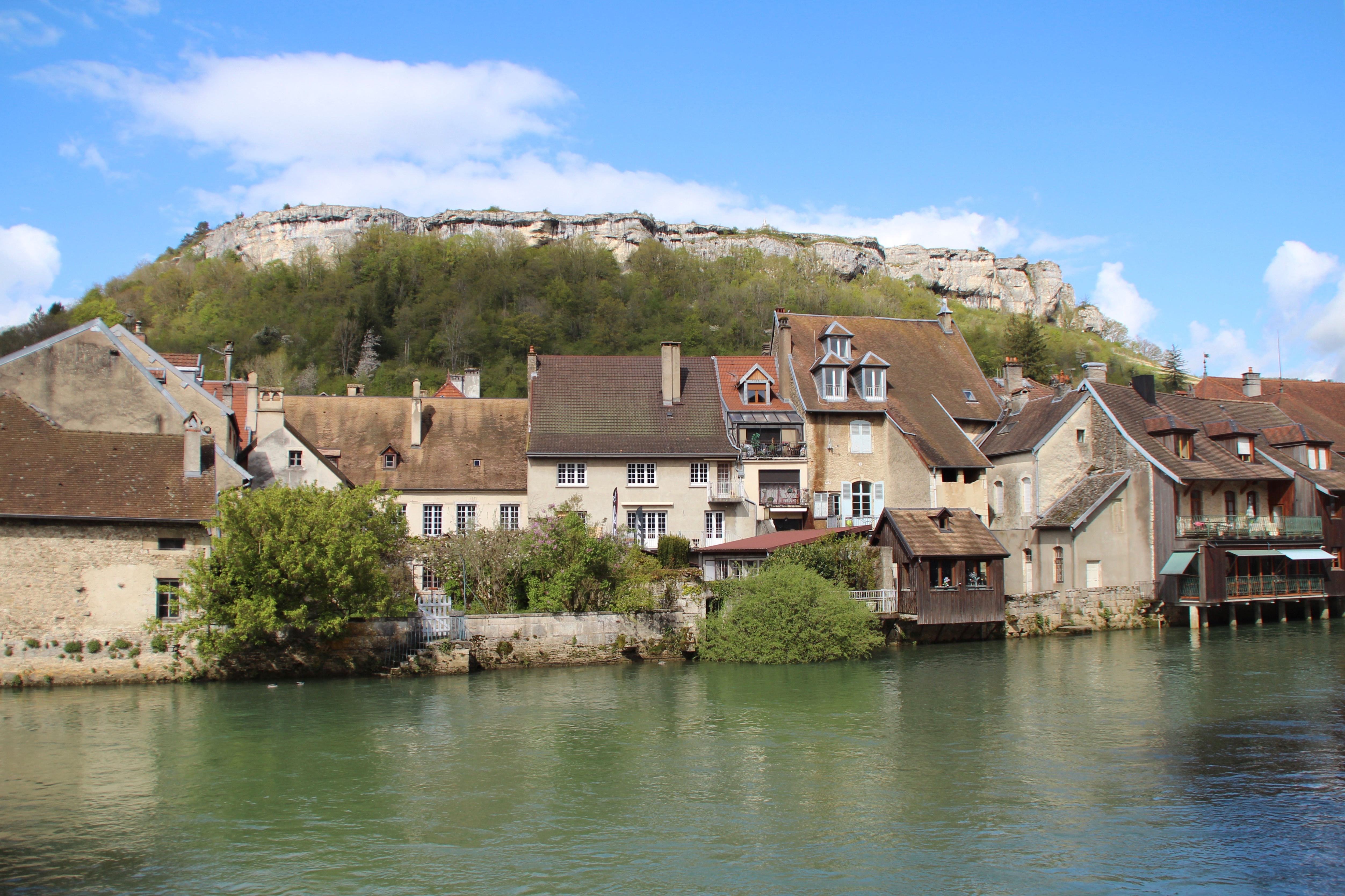
Nordufer mit dem Roche du Mont
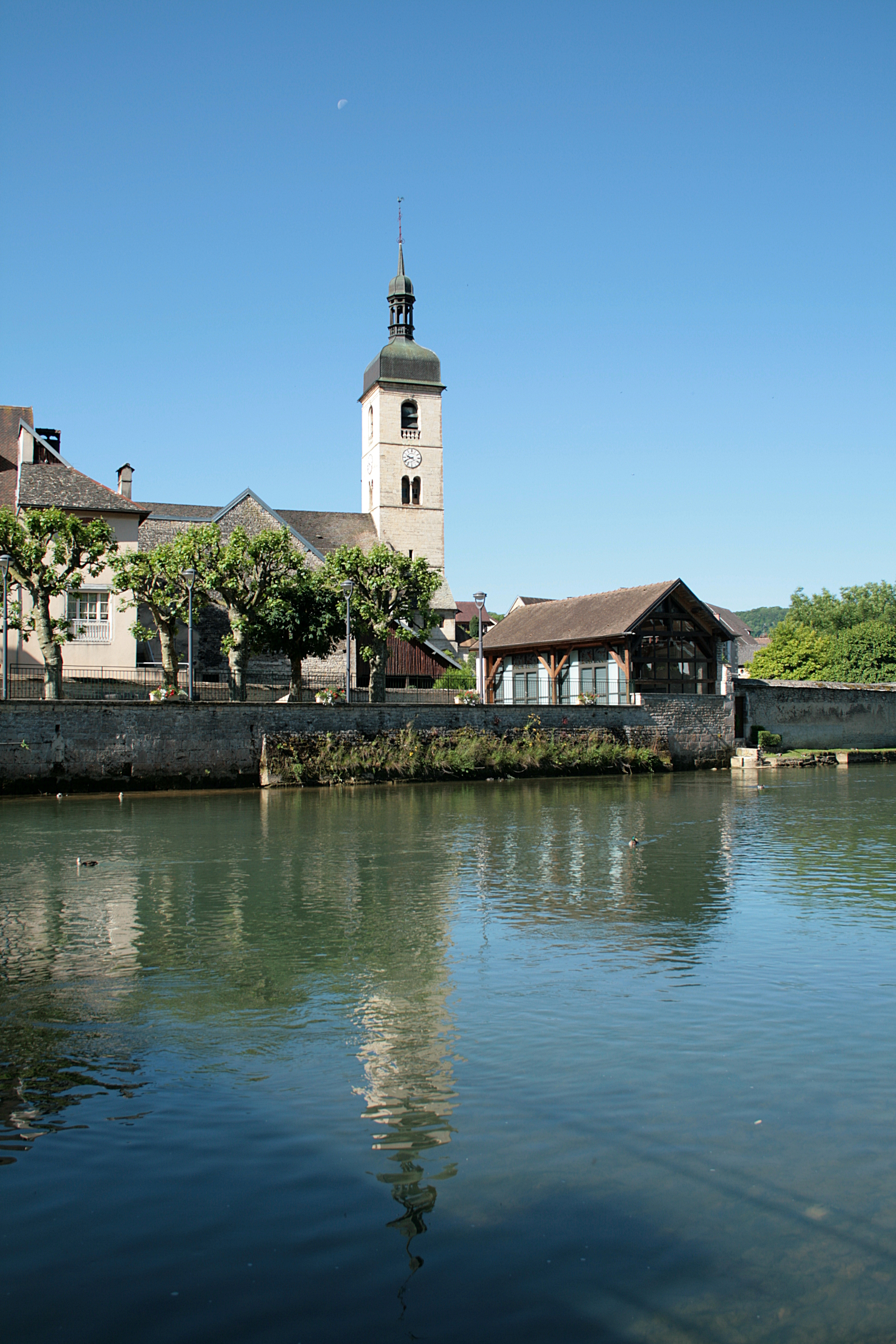
Der Fluss Loue und der Bezirk Saint-Laurent

## Persönlichkeiten
- Pierre Vernier (1580–1637), Mathematiker
- Gustave Courbet (1819–1877), Maler des Realismus

## Städtepartnerschaften
Ornans pflegt Partnerschaften mit:
- La Tour-de-Peilz im Kanton Waadt; die Partnerschaft mit dem Sterbeort des Malers Courbet besteht seit 1982
- Hüfingen in Baden-Württemberg, seit 1978
- Cantley in der kanadischen Provinz Québec, seit 2000.